# Jing (Xuancheng)
Der Kreis Jing (chinesisch: 泾县; Pinyin: Jīng Xiàn) ist ein Kreis der bezirksfreien Stadt Xuancheng der chinesischen Provinz Anhui. Er hat eine Fläche von 2.031 Quadratkilometern und zählt 307.000 Einwohner (Stand: Ende 2018).
Das in seinem Gebiet gelegene Ehemalige Hauptquartier der Neuen Vierten Armee (新四军军部旧址, Xīnsìjūn jūnbù jiùzhǐ), die Shuixi-Doppelpagoden (水西双塔, Shuǐxī shuāng tǎ), die Alte Architektur von Chaji (查济古建筑群, Chájì gǔ jiànzhùqún) und die Alte Architektur im Dorf Huangtiancun (黄田村古建筑群, Huángtiáncūn gǔ jiànzhùqún) stehen auf der Liste der Denkmäler der Volksrepublik China.